# Omero Schiassi
Omero Schiassi (San Giorgio di Piano, 3 settembre 1877 – Myrtleford, 2 gennaio 1956) è stato un sindacalista e politico italiano, punto di riferimento principale del movimento socialista e antifascista in Australia.

## Biografia
Arrivato nel 1924 come inviato dell'Avanti! di Pietro Nenni, durante una sua lezione all'università di Melbourne tenne un famoso discorso in commemorazione dell'amico Giacomo Matteotti intitolato Il fascismo denunziato. Al popolo australiano e a tutti i rappresentanti politici!, e nel 1943 fondò insieme a  Massimo Montagnana il movimento Italia Libera